# 호세 라몬 에이스멘디
호세 라몬 에이스멘디 우르단가린(스페인어: José Ramón Eizmendi Urdangarín, 1960년 8월 29일, 바스크 주 이카스테기에타 ~)은 스페인의 전직 축구 미드필더이자 감독이다. 그의 형제 프란시스코와 조카 알라인과 에네코 모두 축구인이다.